# Moab, Utah
Moab är administrativ huvudort i Grand County i Utah. Orten hade 5 046 invånare enligt 2010 års folkräkning.